# Katoro (Geita)
Katoro è una circoscrizione mista (mixed ward) della Tanzania situata nel distretto di Geita, regione di Geita. Conta una popolazione di 70 317 abitanti (censimento 2012).